# Домінік Ербані
Домінік Ербані (фр. Dominique Erbani; нар. 16 серпня 1956, Еме, Франція) - колишній французький регбіст; грав на позиції back-row forward.

## Спортивна кар'єра
З 1977 по 1981, Домінік грав за французький клуб Бержерак. У 1981 поміняв свою позицію і перейшов до Ажен.
11 листопада 1986 року, був обраний Французькими Варварами до гри проти збірної Нової Зеландії в Ла-Рошель. Варвари програли цей поєдинок (12:26). 22 жовтня 1989 року, знову виступив разом з Барбаріанс у матчі проти Фіджі, який проходив в Бордо. Барбаріанс програли і цю гру (16:32).
У 1994 році, взяв участь у турне по Австралії. 1 червня 1993 року, виступив з Варварами проти XV Презідент в Греноблі. Варвари виграли з рахунком 92:34. 26 червня 1994 року, розіграв гру проти Сіднейського університету (62:36). 29 червня, Французькі Варвари зустрілись з Австралійськими Варварами. Цю потичку виграли французи (29:20).

## Спортивні досягнення
Кубок світу з регбі:
- Віце-чемпіон: 1987[6]

Великий Шолом:
- Переможець: 1987

Турнір п'яти націй:
- Переможець: 1983 (з Ірландією), 1986 (з Шотландією), 1988 (з Уельсом), 1989

Чемпіонат Франції:
- Чемпіон: 1982, 1988
- Фіналіст: 1984, 1996, 1990

Шаленж Ів дю Мануар:
- Переможець: 1983, 1992
- Фіналіст: 1987

Турне:
- Нова Зеландія: 1984, 1986, 1989
- Аргентина: 1985, 1986, 1988
- Австралія: 1986